# Yehuda Elkana
Yehuda Elkana (Subotica, 16 giugno 1934 – Gerusalemme, 21 settembre 2012) è stato un filosofo e docente israeliano.

## Biografia
Nato in Vojvodina (all'epoca facente parte del Regno di Jugoslavia, in seguito diventata città della Serbia) in una famiglia ebraica, durante la seconda guerra mondiale fu internato per un anno con la famiglia in un campo di concentramento nazista. Nel 1948 si trasferì in Israele, e dopo alcuni anni negli Stati Uniti, dove si iscrisse alla Brandeis University del Massachusetts. Studiò fisica, matematica, storia della scienza e biologia, laureandosi nel 1968 con la tesi « On the Emergence of the Energy Concept ».
Dopo aver insegnato per un anno alla Università di Harvard, Elkana tornò in Israele, dove insegnò al Dipartimento di Storia e Filosofia della Scienza della Università Ebraica di Gerusalemme, del quale fu anche direttore.
Nel 1977-78 insegnò come professore associato alla Università di Oxford. Dal 1981 al 1991 fu direttore del Cohn Institute for the History and Philosophy of Science and Ideas dell'Università di Tel Aviv.
Dal 1992 al 1999 fu membro del Academic Advisory Board del Collegium Budapest, e suo vicepresidente.
Dal 1995 al 1999 è stato Professore di filosofia della scienza al Politecnico federale di Zurigo. In aprile 1997 divenne membro del Comitato Scientifico del "Collegium Helveticum" del Politecnico di Zurigo. Nel 2001 è entrato a far parte del Board of Trustees della Carnegie Foundation for the Advancement of Teaching.
Yehuda Elkana è stato cofondatore ed editore della rivista Science in Context e autore di numerosi libri e articoli accademici.
Dal 1999 fu presidente e rettore della Central European University di Budapest.
Sposato con Yehudit Elkana, ha avuto quattro figli.
È scomparso nel 2012 all'età di 78 anni a seguito di un tumore.

## Opere
- The Discovery of the Conservation of Energy, Harvard University Press, 1974[3]
- Two-Tier Thinking. Philosophical Realism and Historical Relativism, 1978)
- A Programmatic Attempt at an Anthropology of Knowledge, 1981)
- Albert Einstein, Historical and Cultural Perspectives, Princeton University Press, 1982
- Alexander Koyre. Between the history of ideas and sociology of knowledge, 1987
- Experiment as a Second-Order Concept, 1988
- The Need to Forget, 1988
- Rethinking - Not Unthinking - the Enlightenment, 2000
- Unraveling Ties: From Social Cohesion to New Practices of Connectedness, University of Chicago University Press, 2002
- Some Thoughts on the Future of Research, 2002
- The Role of Humanities and Social Sciences, 2004
- Unmasking Uncertainties and Embracing Contradictions: Graduate Education in the Sciences, 2005
- Einstein's Legacy, 2005
- Einstein and God, 2005